# Episodi di Fairy Tail (terza stagione)
La terza stagione di Fairy Tail, serie televisiva anime prodotta da A-1 Pictures, Satelight e TV Tokyo, diretta da Shinji Ishihira e tratta dall'omonimo manga di Hiro Mashima, raggruppa gli episodi dal 73 al 100, corrispondenti ai capitoli dal 165 al 208 del manga. Essi mostrano l'avventura e la battaglia affrontata nel mondo parallelo di Edolas, il ritorno di Lisanna e l'annuncio dei partecipanti all'esame per diventare un mago di classe S.
Gli episodi sono stati trasmessi in Giappone su TV Tokyo dal 2 aprile 2011 all'8 ottobre 2011 a cadenza settimanale ogni sabato. In Italia la stagione è andata in onda su Rai 4 dal 19 aprile al 26 maggio 2016.
La stagione utilizza tre sigle di apertura: Evidence di Daisy x Daisy (episodi 73-85), The Rock City Boy di JAMIL (episodi 86-98) e Towa no kizuna di Daisy x Daisy (episodi 99-100), e tre sigle di chiusura: Lonely Person di ShaNa (episodi 73-85), Don't think.Feel!!! delle Idoling!! (episodi 86-98) e Kono te nobashite di Hi-Fi CHAMP (episodi 99-100). L'edizione televisiva italiana usa come sigle Non dirmi addio dei Raggi Fotonici per l'apertura e Quotidianamente stregata da te dei Raggi Fotonici per la chiusura.

## Lista episodi
| Nº  | Titolo italiano Giapponese 「Kanji」 - Rōmaji | In onda           | In onda        |
| Nº  | Titolo italiano Giapponese 「Kanji」 - Rōmaji | Giapponese        | Italiano       |
| 73  | I ciliegi arcobaleno 「虹（にじ）のさくら」 - Niji no Sakura | 2 aprile 2011     | 19 aprile 2016 |
| 73  | Fairy Tail si prepara a festeggiare la festa dei Ciliegi Arcobaleno, così chiamati perché verso sera i ciliegi prendono i colori dell'arcobaleno. Natsu, Gray, Elsa, Lucy e Wendy si dirigono sul monte Hakoba per prendere uno dei premi del Bingo della festa, ma si ritrovano a lottare contro un mostro e vengono travolti dalla valanga che scatenano per sbaglio. Il giorno dopo, Lucy si ammala ed è costretta a restare a casa mentre tutti vanno a festeggiare. Natsu dispiaciuto insieme a Happy per la loro amica, verso sera sradicano uno degli alberi e glielo portano a far vedere. Il giorno dopo Makarov riceve una lamentela dal sindaco per quello che è successo. |                   |                |
| 74  | Il primo incarico di Wendy 「ウェンディ、初めての大仕事!」 - Wendi, Hajimete no ōshigoto!? | 9 aprile 2011     | 20 aprile 2016 |
| 74  | Wendy continua a cercare un incarico adatto per lei, Mira le mostra un incarico da svolgere alla città di Onibus, ovvero, aiutare il direttore di un teatro. Vedendo quell'incarico, Natsu, Gray e Lucy ricordano che in passato hanno recitato in quel teatro. Wendy accetta l'incarico anche se Charle è contraria e decide di andare da sola, ma Makarov decide di farla accompagnare da Happy e Fried. I tre giungono alla stazione, ma scoprono che il treno è fuori uso e decidono di andare a piedi. Elsa viene a sapere dell'incarico e decide di raggiungerli insieme a Lucy e Charle, anche Natsu prova a raggiungerli via treno, ma a causa del suo problema fa la tratta Magnolia-Onibus molte volte da svenuto. Dopo molte difficoltà e salvato anche il gruppo di Elsa, Wendy e gli altri arrivano in città, raggiunti da Natsu, ma scoprono che l'aiuto non è più necessario, la bambina si è però divertita. |                   |                |
| 75  | In corsa per la vittoria 「24時間の素晴らしいレース」 - 24 Jikantaikyū Rōdoresu | 16 aprile 2011    | 21 aprile 2016 |
| 75  | Ogni anno viene fatta da Fairy Tail la Grande Corsa delle 24 ore, ovvero, i maghi devono correre raggiungendo il luogo prestabilito e tornare entro 24 ore. Makarov spiega che devono raggiungere un monte e raccogliere una scaglia di Viverna e tornare, inoltre dice che non è ammessa nessuna magia in grado di volare. La corsa comincia e tutti i maghi di Fairy Tail si ostacolano l'un l'altro e alla fine per un puro caso vince Happy con Wendy e Charle. Per colpa di Natsu, lui, Gajeel, Gray e Jet arrivano insieme ultimi e devono subire la punizione che viene riservata sempre all'ultimo posto, fare delle foto imbarazzanti per una rivista. Happy invece deve accontentarsi di essere arrivato primo perché non ci sono premi. |                   |                |
| 76  | Gildarts 「ギルバーツ」 - Girudātsu | 23 aprile 2011    | 22 aprile 2016 |
| 76  | Max e Warren tornano alla gilda dicendo che Gildarts è tornato. Lucy e Wendy non conoscono Gildarts e si fanno spiegare che egli è il mago più forte di Fairy Tail, secondo solo a Makarov. Mira spiega che è partito da tre anni per svolgere una missione ancora più difficile delle missioni di Classe S, una Classe SS: la missione dei 100 anni, ovvero, una missione che da cento anni molti maghi hanno cercato di portare a termine inutilmente. Magnolia comincia a spostarsi creando una strada che porta a Fairy Tail, Mira spiega che Gildarts usa la magia di distruzione e a volte è un po' sbadato e non si rende conto di dove va. Gildarts arriva alla gilda, accolto da tutti e spiega che ha fallito la sua missione e subito dopo invita Natsu e Happy alla sua casa per parlargli. Natsu lungo la strada è avvolto dai ricordi di quando era bambino e insieme a Lisanna passava le giornate insieme a Gildarts. Una volta arrivato a casa di Gildarts, quest'ultimo scopre la tremenda notizia della morte di Lisanna e rivela a Natsu di aver incontrato un drago nero che gli ha fatto perdere la gamba sinistra, il braccio sinistro e alcuni organi. Natsu intenzionato ad andare a cercare il drago corre per le strade ricordandosi di Igneel e cercando di capire perché ad un certo punto è sparito. |                   |                |
| 77  | Il portale per un altro mondo 「アースランド」 - Āsu Rando | 30 aprile 2011    | 25 aprile 2016 |
| 77  | Il giorno dopo, tutti si trovano alla gilda a festeggiare come al solito, Gajeel intanto continua a cercare un gatto perché è geloso del fatto che lui sia l'unico Dragon Slayer della gilda senza. Happy intanto prova a regalare un pesce a Charle, ma questa rifiuta e gli dice che non potrà proteggere Natsu. In quel momento, il cielo comincia ad oscurarsi e a piovere, Wendy cerca Charle; una volta trovatala s'imbattono in Mistgun, che mostra il volto rivelando di essere lui il Gerard che Wendy ha incontrato sette anni prima (la bambina ne riconosce l'odore) e dice che la gilda e l'intera città scompariranno, Wendy scioccata dalla notizia corre verso la gilda per informare tutti. Intanto, alla gilda, tutti si comportano al solito modo: Juvia prova a far innamorare Gray di lei, Elfman critica Jet e Droy perché sono incapaci durante le missioni, Cana beve un barile di birra, Alzack e Bisca fanno finta di non piacersi. Elfman e Mira avvertono tutti che vanno in chiesa per commemorare la morte di Lisanna. Wendy continua a correre e nota che il cielo sta assumendo una forma strana. Wendy appena giunta davanti alla gilda la vede scomparire davanti ai suoi occhi insieme a tutta la città. La città e la gilda sono scomparsi completamente e lei è l'unica rimasta insieme a Natsu, Charle e Happy. Charle spiega che Wendy e Natsu si sono salvati grazie al fatto che sono Dragon Slayer e che la causa della scomparsa della città e della gilda sono lei e Happy. |                   |                |
| 78  | Edolas 「エドラス」 - Edorasu | 7 maggio 2011     | 26 aprile 2016 |
| 78  | Charle spiega che la città è stata risucchiata ad Edolas, un mondo parallelo al loro dove la magia è limitata rispetto a Earthland, il mondo di Natsu e Wendy, e il re di Edolas creò una magia in grado di assorbirne da altri mondi: Anima. Charle rivela che per anni Mistgun ha cercato di chiudere i portali Anima, ma quello che si è aperto sopra di loro era molto grande e impossibile da chiudere. Charle rivela che lei e Happy vengono da Edolas e che devono svolgere una importante missione. Natsu decide di andare su Edolas a salvare tutti. Charle e Happy trasportano Natsu e Wendy e attraversano il portale che ha risucchiato Magnolia ed entrano ad Edolas. Tutti rimangono affascinati perché il paesaggio di Edolas è completamente diverso da quello della terra. Ad un certo punto, Happy e Charle cadono al suolo e scoprono che non possono più usare la magia, nemmeno Natsu e Wendy. Ad un certo punto trovano una casa con dei vestiti e si travestono e trovano la gilda Fairy Tail davanti a loro. Entrano nella gilda e scoprono che tutti si comportano in modo diverso dal solito: Elfman viene preso in giro da Jet e Droy perché ha fallito una missione, Juvia si veste in modo scollato, Gray indossa molti vestiti in una sola volta ed è innamorato di Juvia che però non lo sopporta, Cana è astemia, Alzack e Bisca sono fidanzati. Natsu, Wendy, Charle e Happy vengono scoperti da Lucy, anche lei molto diversa. |                   |                |
| 79  | La cacciatrice di fate 「妖精狩り」 - Yōsei Gari | 14 maggio 2011    | 27 aprile 2016 |
| 79  | Lucy riconosce Natsu e lo abbraccia felice del fatto che è vivo e subito dopo comincia a picchiarlo scherzosamente. Natsu e Happy vedono che all'interno della gilda si trova anche Lisanna. I due ripensando ai bei momenti passati insieme e piangono di gioia rivedendola. Wendy trova all'interno della gilda una versione di lei più grande, da lì Charle capisce che a Edolas esiste un'altra Fairy Tail con le medesime persone, ma con personalità diverse, capendo anche che Mistgun è il Gerard di quel mondo. Ad un certo punto, il Nab di Edolas entra urlando che la Cacciatrice di Fate è arrivata. Levy grazie alla sua macchina teletrasporta l'intera gilda con tutti i membri sotto terra. Nel momento in cui la gilda scompare, la cacciatrice di fate viene raggiunta da un comandante dell'esercito reale, Sugarboy che la informa che la Fairy Tail di Earthland compresa la città di Magnolia, è stata assorbita e trasformata in una Lachrima gigante e inoltre la informa che comprende anche tutti i maghi di Fairy Tail di Earthland. Intanto, la Fairy Tail di Edolas ricompare in un altro luogo, Natsu e gli altri si fanno raccontare dalla Mirajane di Edolas (unica a non essere cambiata) che il re ha ordinato la chiusura di tutte le gilde e che l'unica gilda ancora esistente è la loro gilda oscura e spiega anche che la cacciatrice di fate è una dei comandanti dell'esercito reale e si chiama Elsa Knightwalker. |                   |                |
| 80  | La chiave della speranza 「希望の鍵」 - Kibō no Kagi | 21 maggio 2011    | 28 aprile 2016 |
| 80  | Natsu e gli altri spiegano che loro provengono da Earthland e che sono giunti ad Edolas per salvare i loro amici e chiedono come possono raggiungere la città reale, ma nessuno vuole dirglielo, perché l'esercito reale è molto potente e ha distrutto tutte le gilde esistenti e ucciso il loro master. Il gruppo parte per la città accompagnati dalla Lucy di Edolas che ha deciso di aiutarli. Intanto, alla città reale, Sugarboy e Elsa si radunano con gli altri comandanti dell'esercito reale: Hughes e Phanter Lily e vengono avvertiti dal ministro Byro, che re Faust ha chiesto un'udienza e vengono avvertiti dall'assistente di Byro, Coco, che l'estrazione della magia dalla Lachrima avverrà fra quattro giorni. Intanto, Gajeel in qualche modo ha raggiunto Edolas e cerca la Lachrima. Il gruppo con l'altra Lucy giunge alla città di Sycca. La Lucy di Edolas gli racconta che la magia non la posseggono interiormente gli abitanti, ma esiste soltanto negli oggetti. Natsu e Wendy acquistano oggetti magici da un mercante e vengono trovati dall'esercito. Miracolosamente riescono a fuggire ed incontrano la loro Lucy che viene catturata dall'esercito, ma riesce a liberarsi usando la magia che misteriosamente riesce ad usare. Lucy incontra Natsu, Wendy, Charle, Happy e la sua controparte. |                   |                |
| 81  | L'arrivo di Fireball 「ファイアボール」 - Faiabōru | 28 maggio 2011    | 29 aprile 2016 |
| 81  | Lucy riesce ad usare la magia e a sconfiggere l'esercito reale e spiega che è stata salvata da Horologium e che in seguito è stata inviata a Edolas da Mistgun. Verso sera decidono di affittare una stanza di un albergo nella città di Louen per passare la notte. Il giorno dopo, Lucy di Edolas li lascia per tornare alla gilda a convincerli a combattere contro l'esercito. Intanto, Gajeel incontra la sua controparte di Edolas: un giornalista con una pessima fama perché scrive cose che non piacciono all'esercito, ma lui afferma che sono vere. Gajeel di Earthland spiega che è stato inviato a Edolas da un mago di nome Mistgun e i due decidono di collaborare per trovare la Lachrima. Intanto il gruppo trova un dirigibile e cerca di rubarlo per raggiungere la città, ma vengono catturati. Poco dopo, vengono salvati dal Natsu di Edolas soprannominato "Palla di Fuoco" che con il suo veicolo li porta più vicino alla città reale, ma è costretto a fermarsi prima per non sprecare troppa magia. |                   |                |
| 82  | Bentornati a casa 「おかえりなさいませ」 - Okaerinasaimase | 4 giugno 2011     | 2 maggio 2016  |
| 82  | Il gruppo è sorpreso vedendo che Natsu di Edolas diventa timido e pauroso una volta sceso dal suo veicolo, altro motivo per cui non vuole proseguire. Natsu e gli altri entrano nella città e vedono che è completamente diversa da Sycca e Louen e la magia viene usata da tutti i cittadini, solo per le cose più futili. Notano una Lachrima gigante e capiscono che si tratta di Magnolia, ma scoprono che è stata tagliata e che si tratta solo di una parte della Lachrima originale. Il re Faust inizia un discorso ai cittadini dicendo che i cittadini di Edolas avranno per sempre la magia augurando un futuro migliore per il regno. Il gruppo affitta una stanza nella città reale e ideano un piano. Charle disegna una mappa di una galleria nascosta sotto la città e rivela che molte informazioni su Edolas le stanno tornando in mente, Lucy decide di usare Gemini per copiare il re così potranno sapere come far tornare normali i loro amici. A notte fonda, si dirigono nella galleria indicata da Charle, ma vengono catturati dall'esercito reale guidati da Elsa Knightwalker che in qualche modo sapeva del loro arrivo. Knightwalker appena vede Happy e Charle si inchina davanti a loro insieme all'esercito ringraziandoli per aver portato i maghi di Earthland. |                   |                |
| 83  | Extalia! 「エクスタリア」 - Ekusutaria | 11 giugno 2011    | 3 maggio 2016  |
| 83  | Natsu, Wendy e Lucy vengono imprigionati e Happy e Charle vengono condotti ad Extalia, la patria degli Exceed. Happy e Charle si risvegliano ad Extalia accolti da Nadi e Nichiya, controparte di Ichiya. I due conducono Happy e Charle dalla regina e attraversando la città scoprono che è tutta popolata da gatti, ovvero, gli Exceed. Nadi e Nichiya spiegano che gli umani sono controllati dagli Exceed, precisamente dalla loro regina che viene considerata una Dea. Hughes spiega nello stesso momento a Natsu e Wendy la missione di Happy e Charle. Intanto, Gajeel di Edolas cerca informazioni per aiutare la sua controparte di Earthland a distruggere la Lachrima senza causare danni ai civili. Nadi e Nichiya continuano la loro spiegazione e rivelano la missione di Happy e Charle: la regina inviò su Earthland cento uova di Exceed con lo scopo di uccidere i Dragon Slayer, ma poi la missione è cambiata e il loro nuovo obiettivo era quello di condurli su Edolas, cosa che hanno fatto inconsciamente. Hughes rivela anche questo a Natsu e Wendy e gli rivela inoltre che l'obiettivo del Regno di Edolas è di impadronirsi della magia dei Dragon Slayer. Gajeel di Edolas riferisce le informazioni alla sua controparte e grazie ad uno stratagemma distrugge la Lachrima. In quel momento, Charle e Happy dopo aver saputo la loro missione scoppiano a piangere, ma quest'ultimo pieno di rabbia urla che non sono burattini ma maghi di Fairy Tail. |                   |                |
| 84  | Lucky e Marl 「飛べ! 友のもとに!」 - Tobe! Tomo no Moto ni! | 18 giugno 2011    | 4 maggio 2016  |
| 84  | Happy e Charle fuggono da Extalia e vengono considerati traditori e inseguiti da Nichiya e la guardia reale, ma riescono a fuggire. I due per puro caso arrivano su una delle isole volanti di Edolas dove ci vivono due contadini Exceed: Lucky e Marl che li accolgono, dicendogli che anche loro sono stati esiliati da Extalia perché erano contrari al progetto di uccidere i Dragon Slayer. Happy e Charle svolgono faccende domestiche per rilassarsi e grazie a Marl capiscono che solo gli Exceed possono usare la magia su Edolas. Happy e Charle li salutano e raggiungono la città reale in volo dopo aver capito che l'utilizzo della magia risiedeva nei loro cuori. Happy senza saperlo, ha trovato i suoi genitori. |                   |                |
| 85  | Codice ETD 「コードETD」 - Kōdo ETD | 25 giugno 2011    | 5 maggio 2016  |
| 85  | Lucy viene trascinata fuori dalla cella da Knightwalker e gettata da una balconata del palazzo reale (in quanto la ritiene noiosa e inutile), ma viene salvata da Happy e Charle che giungono in tempo. Happy e Charle imbrogliano Knightwalker scoprendo che Natsu e Wendy si trovano alla torre ovest dove gli viene assorbito il potere dei Dragon Slayer da Byro. Panther Lily giunge sul posto avvertendo Knightwalker dei traditori e vengono scoperti. Happy e Charle trasportano Lucy verso la torre, ma vengono trovati da Nichiya e gli Exceed. Faust appena vede gli Exceed decide di attivare il Code ETD. L'esercito reale appena sente l'ordine del re, con dei macchinari trasforma Nichiya e tutti gli Exceed che lo seguono in un'enorme Lachrima. Faust dice ai soldati di aver attivato il Code ETD, ovvero, Exceed Total Destruction. Faust dichiara guerra agli Exceed. Happy, Charle e Lucy giungono alla torre e cercano in tutti i modi di raggiungere Natsu e Wendy, ma vengono trovati da Knightwalker. Happy sta per essere ucciso da Knightwalker, ma viene salvato da Gray e da Elsa che misteriosamente sono tornati normali. |                   |                |
| 86  | Elsa vs Elsa 「エルザ vs. エルザ」 - Eruza vs. Eruza | 2 luglio 2011     | 6 maggio 2016  |
| 86  | Gray e Elsa misteriosamente riescono a usare la magia e mentre il primo porta in salvo gli altri, la seconda affronta la sua controparte dopo un attimo di sorpresa per entrambe. Le due Elsa iniziano uno scontro devastante osservando i poteri una dell'altra. Intanto, Gray spiega che sono tornati normali grazie a Gajeel che ha distrutto la Lachrima in piazza, dove c'erano loro due e informati della situazione. Happy decide di andare da Gajeel per condurlo alla Lachrima gigante perché lui e Charle hanno scoperto dove si trova e hanno capito che se un Dragon Salyer distrugge la Lachrima la ritrasforma. Gray, Lucy e Charle trovano Natsu e Wendy privi di sensi, Gray gli fa ingoiare una pillola chiamata Exball datogli da Gajeel che a sua volta ha ricevuto da Mistgun e spiega che permette di usare la magia ad Edolas. Natsu e Wendy si riprendono e riescono ad usare la magia. Wendy spiega che Byro gli ha rivelato che hanno intenzione di schiantare la Lachrima gigante contro Extalia per creare una pioggia infinita di magia su Edolas. Intanto, Byro informa Faust che la magia dei Dragon Slayer è stata assorbita. Gajeel viene condotta sulla Lachrima gigante da Happy, ma vengono attaccati da Panther Lily che si rivela essere un Exceed anche se è alto come un umano e affronta Gajeel. Natsu, Gray e Lucy cercano il re, ma trovano un parco di divertimenti all'interno del palazzo e vengono trovati da Sugarboy e Hughes. Intanto Wendy e Charle decidono di avvertire gli Exceed del pericolo. |                   |                |
| 87  | In vita 「命だろーか!!!」 - Inochi Darō ka!!! | 9 luglio 2011     | 9 maggio 2016  |
| 87  | Natsu, Gray e Lucy iniziano a combattere contro Sugarboy e Hughes. Quest'ultimo con la sua bacchetta magica riesce a manipolare qualunque cosa a suo piacimento nel parco e mette in difficoltà Lucy e Natsu, Sugarboy possiede una spada in grado di sciogliere qualsiasi cosa e attacca Gray. Intanto, Faust è pronto ad azionare la macchina in grado di indirizzare la Lachrima gigante su Extalia, ma la chiave viene presa da Coco perché in quel momento Lily sta combattendo contro Gajeel, dato che non vuole perdere un amico per la magia. Natsu continua a combattere contro Hughes disprezzando quest'ultimo perché non gli interessa delle vite degli Exceed e dei maghi di Fairy Tail che hanno intenzione di sacrificare, la sua collera terrorizza i mostri controllati da Huges. Lucy per puro caso s'imbatte in Coco con la chiave e subito dopo giunge sul posto Byro. |                   |                |
| 88  | La chiave della salvezza 「星の大河は誇りの為に」 - Hoshi no Taiga wa Hokori no Tame ni | 16 luglio 2011    | 10 maggio 2016 |
| 88  | Lucy comincia a combattere contro Byro, ma quest'ultimo usa dei liquidi molto particolari che riescono a sconfiggere Taurus molto facilmente. Lucy evoca Virgo per contrastarlo, ma quest'ultimo si trasforma in un polipo gigante. Virgo dona a Lucy una frusta proveniente dal Mondo degli spiriti stellari. Lucy con la frusta riesce a immobilizzare Byro e in quel momento, Natsu colpisce Hughes scaraventandolo contro Byro sconfiggendo entrambi. Coco ammirata dal valore dell'amicizia di Lucy decide di darle la chiave, ma viene rubata da Sugarboy. Gray inizia a inseguire Sugarboy e accidentalmente si congela la mano sinistra dove tiene la chiave. Gray tenta di distruggere la chiave mentre Sugarboy tenta di sciogliere il ghiaccio con la sua spada. Appena Sugarboy vede una crepa nella chiave, rivela che la chiave è in grado di far tornare i loro amici alla normalità, Gray decide di distruggere la chiave e sconfigge Sugarboy e gli mostra che essendo un mago del ghiaccio può creare qualsiasi cosa, compresa una copia della chiave. |                   |                |
| 89  | Il cannone del drago catena 「終焉の竜鎖砲」 - Shùen no Ryùsahò | 23 luglio 2011    | 11 maggio 2016 |
| 89  | Natsu raggiunge Gray che ha appena sconfitto Sugarboy. Gray rivela a Natsu che il piano del re è quello di agganciare il cannone alla Lachrima facendola schiantare su Extalia e creare una pioggia infinita di magia. Gray inoltre dice che se con il cannone colpiscono la Lachrima possono far tornare normali i loro compagni e gli abitanti di Magnolia. Sul posto giunge Knightwalker che li cattura e li porta dal re. Knightwalker costringe Gray ad attivare il cannone. Intanto, Lucy di Edolas attende insieme a Natsu e Gray di Edolas l'informatore per sapere tutti i dettagli della situazione. Gajeel continua a combattere contro Panther Lily e rimane affascinato dalla forza di quest'ultimo, decidendo di farlo diventare il suo gatto. Wendy e Charle giungono ad Extalia per informarli che l'esercito ha intenzione di attaccarli, ma nessuno degli Exceed gli vuole credere anche se Nadi sembra molto preoccupato. Appena Gray aziona il cannone, Knightwalker si rivela essere Elsa Scarlett che prende in ostaggio il re e ordina di cambiare la traiettoria del cannone, ma il re viene salvato da Knightwalker che giunge sul posto. Il cannone viene azionato e si attacca alla Lachrima. Il Gajeel di Edolas vede il cannone mentre si dirige da Lucy di Edolas. Natsu, Gray ed Elsa vengono salvati da Lucy e Coco grazie ad un Legion, un animale enorme in grado di volare che carica su tutti e li conduce verso la Lachrima. Knightwalker si prepara a raggiungerli e il re ordina alle guardie di attivare il Dorma Anim. |                   |                |
| 90  | Quel ragazzo 「あの時の少年」 - Ano Toki no Shōnen | 30 luglio 2011    | 12 maggio 2016 |
| 90  | Natsu, Gray, Lucy, Elsa e Coco giungono alla Lachrima e cercano in tutti i modi di fermarla. Intanto, a Extalia, Wendy e Charle sono prese a sassate, perché nessuno le crede. La regina Shagotte raggiunge il centro della città accompagnata dai ministri e rivela che non è una Dea e che non possiede nessun potere magico in grado di distruggere gli umani e mostra di possedere una sola ala perché il suo potere magico è molto ridotto e che Charle non ha alcuna missione, l'arrivo di un soldato Exceed scappato al ETD che racconta l'accaduto scatena ancora di più il panico. La regina chiede alla gattina di giustiziarla dopo averle dato una spada, ma Charle furiosa rifiuta e incita tutti a salvare Extalia. Tutti raggiungono la Lachrima e cercano di fermarla. Lily osserva l'azione e ripensa a quella volta che ha salvato un bambino umano ed è stato cacciato da Extalia. Lily salva Shagotte mentre sta precipitando a causa della sua unica ala e decide di aiutarli nonostante quello che era successo anni prima. Alla fine, la Lachrima viene fermata ed Extalia viene salvata. Di colpo, la Lachrima viene avvolta da una luce accecante e improvvisamente scompare. Sul posto giunge Mistgun che rivela che ha spedito la Lachrima su Earthland e tutto è tornato alla normalità. Mistgun svela il suo volto e ringrazia Lily per quella volta che lo ha salvato. Lily e Coco piangono di felicità vedendo che il loro principe è tornato. Di colpo, Lily viene colpito da Knightwalker che sta raggiungendo gli Exceed con l'esercito reale. |                   |                |
| 91  | Dorma Anim 「DRAGON SENSE」 - Doragon Sensu | 6 agosto 2011     | 13 maggio 2016 |
| 91  | Knightwalker colpisce Lily che cade al suolo. Mistgun ordina a Knightwalker di fermarsi essendo il principe di Edolas, ma sul campo giunge suo padre, Faust a bordo di un enorme drago metallico corazzato, il Dorma Anim, Shagotte rivela che quell'arma cancellò quasi tutta la magia del loro mondo. Faust ripudia Mistgun come figlio e lo considera un traditore e ordina ai soldati di trasformare gli Exceed in Lachrima. L'esercito comincia a dare la caccia agli Exceed. Knightwalker abbatte il Legion di Coco facendo precipitare a terra Lucy, Gray e Coco, salvati da Happy e Charle. Elsa inizia un nuovo scontro con Knightwalker sulle rovine della vecchia capitale degli Exceed. Natsu, Gajeel e Wendy iniziano a combattere contro il Dorma Anim. Lo scontro sembra essere alla pari, ma Faust trasforma il Dorma Anim assorbendo la magia e rendendolo più potente e mette in difficoltà i tre. Lily viene soccorso da un Exceed e viene trovato da Mistgun che gli dice che ha bisogno di lui per svolgere il suo ultimo incarico. |                   |                |
| 92  | Compagni di mondi diversi! 「生きる者たちよ」 - Ikirumono-tachi yo | 13 agosto 2011    | 16 maggio 2016 |
| 92  | Atterrato il gruppo di Lucy si ritrova contro l'esercito reale, ma in loro aiuto giunge la Fairy Tail di Edolas che ha deciso di combattere. Natsu, Gajeel e Wendy continuano a combattere contro Faust che usa il Dorma Anim. Lo scontro tra le due Elsa sembra non finire ed entrambe usano tutto il loro potere magico fino a distruggere l'intera isola volante e farla poi precipitare. Le due senza armi e magia continuano a combattere corpo a corpo. Knightwalker spiega che ha paura che senza magia ogni forma di vita del suo mondo muoia, ma Scarlett le fa capire che sono entrambe vive anche se hanno esaurito la loro magia. Mistgun e Lily giungono nella sala centrale della magia Anima. Il principe spiega che per fermare le continue guerre deve far sparire la magia da Edolas, infatti vuole invertire il processo e spedirne la restante su Earthland. |                   |                |
| 93  | Io non mi arrendo! 「オレはここに立っている」 - Ore wa Koko ni Tatte Iru | 20 agosto 2011    | 17 maggio 2016 |
| 93  | Natsu, Gajeel e Wendy continuano a combattere contro il re, ma quest'ultimo con il Dorma Anim assorbe il potere magico di Edolas acquisendo sempre più potere e diventando sempre più forte. Natsu trova la forza per continuare a combattere, Gajeel ispirato dalle sue parole blocca il piede del drago di Faust impedendogli di fuggire e Wendy con il suo soffio lancia a gran velocità Natsu contro il drago trapassandolo e scaraventando fuori il re, che per lo shock crede di aver lottato contro tre mostri ammettendo i suoi errori. Il Dorma Anim esplode e il re è sconfitto. La vittoria dei tre dura poco, le isole galleggianti precipitano al suolo. In ogni parte di Edolas, la magia viene risucchiata in cielo verso il portale che conduce a Earthland, l'esercito reale fugge dal campo di battaglia spaventato ed essendo rimasto senz'armi e anche i membri di Fairy Tail di Edolas e tutti i cittadini sono nel panico. Lily rimane sconvolto vedendo che Mistgun ha fatto una cosa simile e quest'ultimo dice che per creare un nuovo mondo deve distruggere una parte di Edolas e inoltre afferma che il nuovo mondo ha bisogno di un nuovo re che uccida il colpevole della scomparsa della magia. Mistgun dice che Lily è destinato a diventare il nuovo re e che deve dargli la colpa della scomparsa della magia, ma non vuole accettare e non si accorge che la discussione è ascoltata da Nadi. |                   |                |
| 94  | Bye Bye Edolas 「バイバイ エドラス」 - Bai Bai Edorasu | 27 agosto 2011    | 18 maggio 2016 |
| 94  | Lily rifiuta di diventare il re e uccidere Mistgun, anche l'altro rifiuta di sacrificare l'amico, di colpo, un soldato giunge sul posto per informare che tre cittadini si stanno ribellando. Lily e Mistgun escono fuori dalla stanza e vedono Natsu travestito da demone che si spaccia per colui che sta facendo scomparire la magia da Edolas, con Gajeel e Wendy che fanno finta di essere i suoi servitori. I membri di Fairy Tail di Edolas giungono in città per aiutare la popolazione, il Gajeel di Edolas capisce il piano di Natsu e istiga i cittadini dicendogli che lui è il Grande re Demone Natsu Dragonil e che Mistgun sta cercando di sventare il suo piano, Lily viene informato da Nadi che è stato lui a riferire a Natsu il piano di Mistgun. Mistgun cerca di fermare Natsu combattendo a mani nude. Il Dragon Slayer inizia la cerimonia di addio ai membri di Fairy Tail. Esposte le tre regole, Natsu fa capire a Mistgun che lui può governare la nuova Edolas, detto questo fa finta di essere sconfitto e dice che sarebbe felice di rincontrarlo in futuro. I cittadini acclamano Mistgun come un eroe. In quel momento, Nichiya e tutti gli Exceed tramutati in Lachrima tornano normali e nello stesso momento Natsu, Lucy, Gray, Gajeel, Wendy, Elsa e tutti gli Exceed vengono risucchiati dal portale che conduce a Earthland perché anche loro hanno magia in corpo. Natsu, Lucy e Gray salutano le loro controparti, Lily dice addio a Mistgun e gli augura buona fortuna. I maghi di Fairy Tail e tutti gli Exceed lasciano Edolas e la magia da questo mondo scompare per sempre. Mistgun fa capire ai cittadini che possono continuare a vivere anche senza magia.                                                                                    |                   |                |
| 95  | Lisanna 「リサーナ」 - Risāna | 3 settembre 2011  | 19 maggio 2016 |
| 95  | Natsu e co tornano ad Earthland poco distante da Magnolia che è ritornata. Insieme a loro sono giunti tutti gli Exceed che dopo aver fatto un sopralluogo rivelano che in città tutti sono tornati normali e non ricordano nulla. Gli Exceed si scusano con Charle per averle tirato le pietre, ma quest'ultima non accetta le loro scuse. Shagotte rivela che è in grado di prevedere il futuro ed aveva visto la fine di Extalia, così decise di inviare cento uova di Exceed per salvarli, ma fece credere ai suoi cittadini che li mandava su Earthland per uccidere i Dragon Slayer. In realtà, Charle e Happy non hanno mai avuto nessuna missione, Charle ha il potere di prevedere il futuro come Shagotte, ma lo ha confuso per una missione. Gli Exceed iniziano una nuova vita e hanno intenzione di andare a cercare le uova inviate sulla terra e volano via ringraziando tutti. Lucky e Marl chiedono a Shagotte perché non ha detto a Charle che è sua madre e risponde che quando avranno trovato tutti gli Exceed lo farà. Poco dopo, i ragazzi vengono trovati da Lily che stranamente è diventato alto come Charle e Happy. Lily dice che Earthland non gli permette di restare nella sua forma originale, inoltre chiede a Gajeel se può ancora entrare nella gilda Fairy Tail e diventare suo partner, Gajeel con gioia accetta. Lily dice che ha catturato una persona sospetta, la mostra e si rivela Lisanna. All'inizio i ragazzi credono che sia la Lisanna di Edolas, ma quest'ultima rivela che è la loro Lisanna. Quest'ultima dice che due anni prima venne risucchiata da un portale Anima e condotta su Edolas dove rimase a vivere per due anni. I ragazzi accompagnano Lisanna alla cattedrale dove si trovano Mira Elfman i tre finalmente si ricongiungono. |                   |                |
| 96  | Coloro che cancellano la vita 「生命を消す者」 - Inochi o Kesumono | 10 settembre 2011 | 20 maggio 2016 |
| 96  | In un luogo sconosciuto, un misterioso ragazzo in nero osserva avvolto dagli alberi il cielo, chiedendosi perché gli sembra così solitario. Intanto, i ragazzi tornano alla gilda con Lisanna, tutti rimangono stupiti, ma sono felici nel vedere che è viva. Makarov organizza una festa per il suo ritorno intanto Natsu e gli altri raccontano la loro avventura su Edolas. Lily diventa membro della gilda e rimane stupito vedendo che tutti i membri posseggono la magia dentro di loro. Intanto, su Edolas, i cittadini cominciano a ricostruire la città con entusiasmo, Mistgun convoca Faust, Sugarboy, Knightwalker, Hughes, Byro e Coco per la loro punizione. Mistgun esilia Faust dalla città reale per sempre, tutti gli altri invece devono aiutare i cittadini a ricostruire la città. I membri di Fairy Tail di Edolas portano la loro gilda usando solo la forza alla città e anche loro collaborano alla ricostruzione . Intanto, su Earthland, Natsu scopre che la controparte di Makarov su Edolas è Faust. Intanto, il ragazzo in nero viene attaccato da un branco di lupi che involontariamente uccide. Il ragazzo dispiaciuto dice il nome di Natsu e prega di incontrarlo al più presto. |                   |                |
| 97  | Il miglior compagno! 「最高のパートナー」 - Besuto Patona | 17 settembre 2011 | 23 maggio 2016 |
| 97  | Lucy mentre fa la doccia si trova davanti Cana depressa e dice che vuole lasciare la gilda, il giorno dopo, lo racconta a Mira, ma le dice che è normale visto che lo dice ogni anno. Lucy nota che tutti sono presi a fare delle missioni senza fare pausa. Charle dopo aver saputo da Shagotte che è in grado di prevedere il futuro inaspettatamente riesce a controllarlo e Lily scopre che può tornare nella sua forma originale per qualche minuto. Il giorno dopo, Makarov riunisce tutti i maghi di Fairy Tail per annunciare i concorrenti che parteciperanno all'esame per diventare un mago di classe S. Charle di colpo vede una visione del futuro e vede che durante l'esame succederà qualcosa di terribile e inoltre nella sua visione vede il ragazzo in nero. Makarov nomina i concorrenti: Natsu, Gray, Juvia, Elfman, Fried, Cana, Levy e Mest. Makarov dice che ognuno di loro deve trovare un partner per l'esame che si terrà sull'isola sacra di Fairy Tail fra una settimana: l'Isola Tenrou. Natsu sceglie Happy come partner, Gray con Loki (dato che gliela aveva promesso quando credeva che fosse umano e ha ancora il marchio di Fairy Tail), Fried con Bixlow, Juvia con Lisanna, Elfman con Evergreen e Levy con Gajeel, quest'ultimo convincendola che ha bisogno di muscoli. Verso sera, Lucy trova Cana ubriaca per le strade e la porta a casa sua. Cana rivela perché per lei è importante diventare un mago di classe S e Lucy decide di essere la sua partner dopo aver sentito la sua storia. In quella stessa sera, Mest chiede a Wendy di diventare la sua partner e lei accetta. Una settimana dopo, tutti i concorrenti sono pronti per partire sull'Isola Tenrou.                                                                                 |                   |                |
| 98  | Chi sarà il più fortunato 「運がいいのは誰？」 - Un ga ii no wa Dare? | 24 settembre 2011 | 24 maggio 2016 |
| 98  | I concorrenti con i loro partner si dirigono sull'Isola Tenrou. Giunti in prossimità dell'isola, Makarov spiega le regole dell'esame: ogni coppia deve scegliere un percorso, in tre percorsi si trovano Mira, Elsa e Gildarts i quali devono sconfiggerli; in due percorsi due coppie devono affrontarsi e infine c'è il percorso tranquillo. Fried con le sue rune blocca i partecipanti per cinque minuti sulla nave e si dirige insieme a Bixlow sull'isola. Levy riesce a uscire dalle rune e giunge sull'isola con Gajeel e lo stesso per Elfman ed Ever. Finiti i minuti, tutti si recano sull'isola Natsu volando con Happy, Gray creando una strada di ghiaccio per lui e Loki, Juvia liquefacendosi e Lisanna come pesce, Cana e Lucy a nuoto e scoprono che Wendy e Mest sono spariti, infatti Natsu e Happy arrivano, ma scoprono che metà dei percorsosi sono stati presi. Lucy e Cana arrivate per ultime prendono il percorso dello scontro e devono combattere contro Fried e Bixlow, e vincono, ma in realtà Fried ha voluto lasciarle vincere perché è in debito con loro. Natsu e Happy nel loro percorso s'imbattono in Gildarts, che con delle protesi ha rimpiazzato gli arti perduti e il Dragon Slayer è pronto per lo scontro. |                   |                |
| 99  | Natsu vs Gildarts! 「ナツ vs. ギルダーツ」 - Natsu vs. Girudātsu | 1º ottobre 2011   | 25 maggio 2016 |
| 99  | L'esame per diventare un mago di classe S è iniziato e tutti i partecipanti stanno affrontando la prima prova. Juvia e Lisanna affrontano Elsa con grande difficoltà, Elfman e Evergreen devono combattere contro Mirajane e Natsu deve affrontare Gildarts. Natsu comincia a combattere contro Gildarts, ma quest'ultimo con estrema facilità mette in difficoltà Natsu, che però non vuole perdere e fa di tutto per vincere l'incontro. Gildarts dopo aver visto il coraggio e la forza di Natsu decide di mostrargli il suo vero potere, che molti percepiscono sull'isola. Natsu rimane scioccato dalla potenza di Gildarts e si dichiara sconfitto. Gildarts vedendo Natsu che si è arreso decide di farlo passare perché ha superato la prima prova. Gildarts dice a Natsu che per diventare un mago di classe S bisogna avere coraggio negli scontri, ma bisogna sapersi fermare quando lo scontro diventa impossibile e dai propri errori si può migliorare e lo incita a diventare un mago di classe S. |                   |                |
| 100 | Mest 「メスト」 - Mesuto | 8 ottobre 2011    | 26 maggio 2016 |
| 100 | Charle preoccupata per Wendy si dirige sull'isola con Lily e racconta la sera in cui Mest chiese alla bambina di diventare la sua partner, dicendole che è il discepolo di Mistgun e inoltre gli rivela della premonizione, ma quest'ultimo è dubbioso su Mest. Intanto, Mest e Wendy affrontano Gray e Loki venendo sconfitti e Elfman e Ever riescono a sconfiggere Mira. Elsa sconfigge Juvia e Lisanna. Levy e Gajeel trovano il percorso tranquillo. Le coppie che superano la prima prova sono: Natsu-Happy, Cana-Lucy, Gray-Loki, Levy-Gajeel e Elfman-Ever. Makarov spiega che la seconda prova consiste nel trovare la tomba del primo master. Intanto al campo di raduno, Mira dice che è stata sconfitta a causa di una bugia che gli hanno detto suo fratello ed Ever. Elsa dice che Gildarts, Fried e Bixlow hanno lasciato l'isola. Juvia e Elsa decidono di andare a cercare Mest e Wendy perché non sono tornati al campo, infatti hanno deciso di esplorare l'isola. Lisanna chiede quando Mest si è unito a Fairy Tail e misteriosamente nessuno se lo ricorda e nessuno conosce il suo passato. Charle e Lily arrivano sull'isola, quest'ultimo avendo scoperto che Mistgun era un solitario confessa di non credere che abbia avuto un discepolo e sospetta che Mest non sia un membro della gilda, dato che non sanno niente su un mago arrivato all'esame. Elfman e Ever mentre cercano la tomba, s'imbattono nel ragazzo in nero che rimane sorpreso vedendo che ci sono persone sull'isola. Ad un certo punto, il ragazzo comincia ad agitarsi ed emette una misteriosa onda nera attorno a lui, arriva Natsu che spinge Elfman e Evergreen a terra, il ragazzo appena vede Natsu si mette a piangere.                                                                  |                   |                |

## Uscita

### Giappone
| Box Set       | Data             | Dischi | Episodi | Fonti  |
| ------------- | ---------------- | ------ | ------- | ------ |
| Fairy Tail 19 | 3 agosto 2011    | 2      | 73-76   | [ 4 ]  |
| Fairy Tail 20 | 7 settembre 2011 | 2      | 77-80   | [ 5 ]  |
| Fairy Tail 21 | 5 ottobre 2011   | 2      | 81-84   | [ 6 ]  |
| Fairy Tail 22 | 2 novembre 2011  | 2      | 85-88   | [ 7 ]  |
| Fairy Tail 23 | 7 dicembre 2011  | 2      | 89-92   | [ 8 ]  |
| Fairy Tail 24 | 6 gennaio 2012   | 2      | 93-96   | [ 9 ]  |
| Fairy Tail 25 | 1º febbraio 2012 | 2      | 97-100  | [ 10 ] |